# Aarhus Metodistkirke
Aarhus Metodistkirke er en del af Metodistkirken i Danmark og har til huse i Betlehemskirken på hjørnet af Hjarnøgade og Thunøgade. Menigheden blev stiftet 1886, og kirken, der blev tegnet af Marcus Bech Fritz, blev opført i 1912. Tidligere havde menigheden haft lokaler Bethel i Posthussmøgen.